# Ya'akov Cahan
Ya'akov Cahan ou Kahan (hébreu : יעקב כהן) est un poète, dramaturge, traducteur, écrivain et hébraïste israélien, né le 26 juin 1881 à Sloutsk (Empire russe) et mort le 20 novembre 1960 en Israël.

## Biographie
Cahan naît à Sloutsk, en actuelle Biélorussie. Il émigre en Palestine mandataire en 1934.

## Récompenses
- En 1938, Cahan reçoit le prix Bialik, de littérature[1].
- En 1953 et en 1958, il reçoit les prix Israël de littérature[2],[3].
- En 1956, il reçoit le prix Tchernichovski de la traduction exemplaire, pour avoir traduit de l'allemand la première partie du Faust et d'autres œuvres de Goethe, dont Torquato Tasso, Iphigénie en Tauride, ainsi qu'une sélection de poèmes de Heinrich Heine.